# Bdelyrus pecki
Bdelyrus pecki (лат.) — вид пластинчатоусых жуков рода Bdelyrus из подсемейства скарабеины (Scarabaeinae). Неотропика: Бразилия, Перу и Эквадор. Вид назван в честь коллектора типовой серии  Stewart Peck.

## Описание
Длина тела от 8,2 до 9,9 мм, ширина от 4,32 до 5,06 мм. Самцы отличаются редуцированными глазами и строением парамер. Межглазничное расстояние равно 8,54 диаметрам глаз; клипеус тонко пунктированный. Основная окраска тела коричневато-чёрная, блестящая. Навозный жук, населяет предгорные вечнозелёные тропические леса Амазонии на высотах от 1000 до 1620 м. Встречается в январе, мае, июне, июле, сентябре, ноябре и декабре. Усики с 3-члениковой булавой. Задние голени с одной вершинной шпорой. Вид был впервые описан в 1998 году канадским энтомологом Джойсом Куком (Joyce Cook, North Augusta, Онтарио, Канада) по материалам, собранным в Эквадоре.